# Neocolonialismo
Dá-se o nome de neocolonialismo ao processo de dominação política e econômica, pelas potências capitalistas ou ex-coloniais ocidentais, no final do século XIX e ao longo do século XX, de regiões ou nações da África e da Ásia. As potências colonialistas incluem a Grã-Bretanha, França, Espanha, Portugal, Itália, Bélgica, Holanda, Dinamarca, Estados Unidos, Suécia, Áustria-Hungria e Império Otomano.

## Contexto

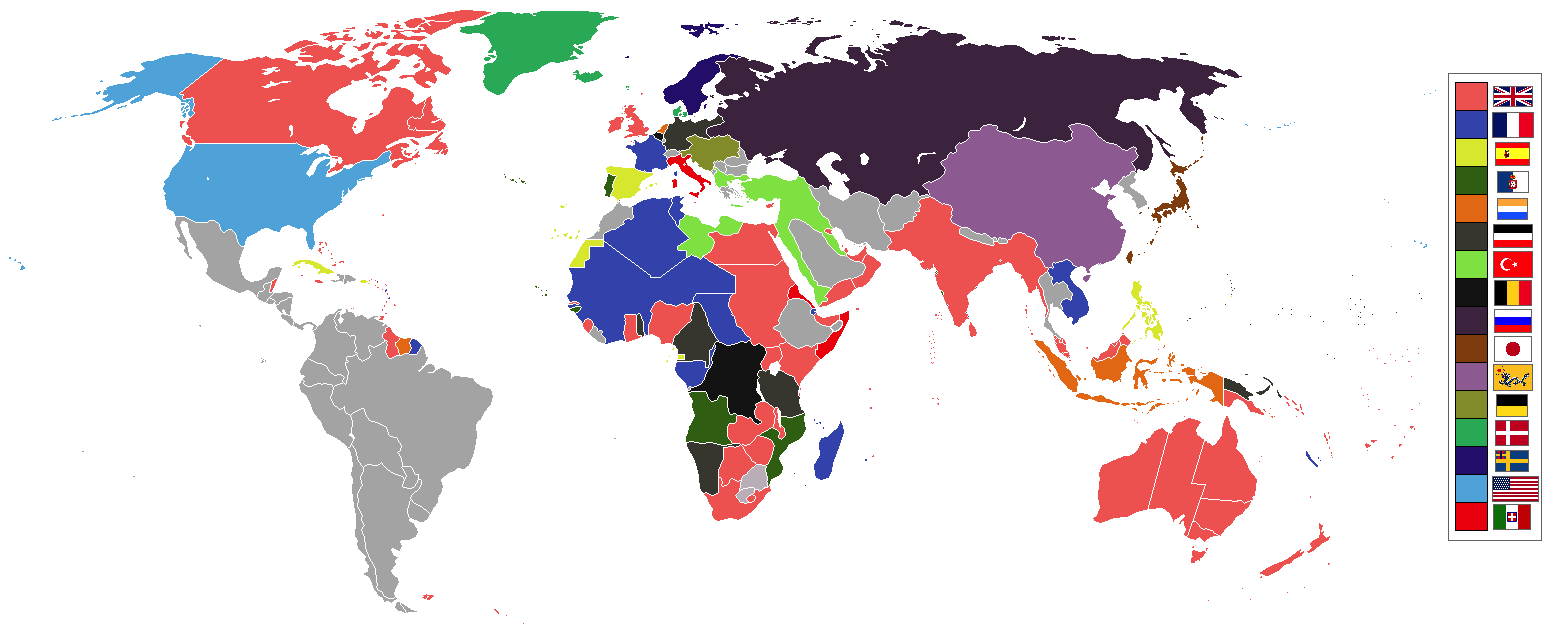
Impérios mundiais e colônias em 1900, pouco antes da Guerra Hispano-Americana, Revolta dos Boxers e a Guerra dos Bôeres.

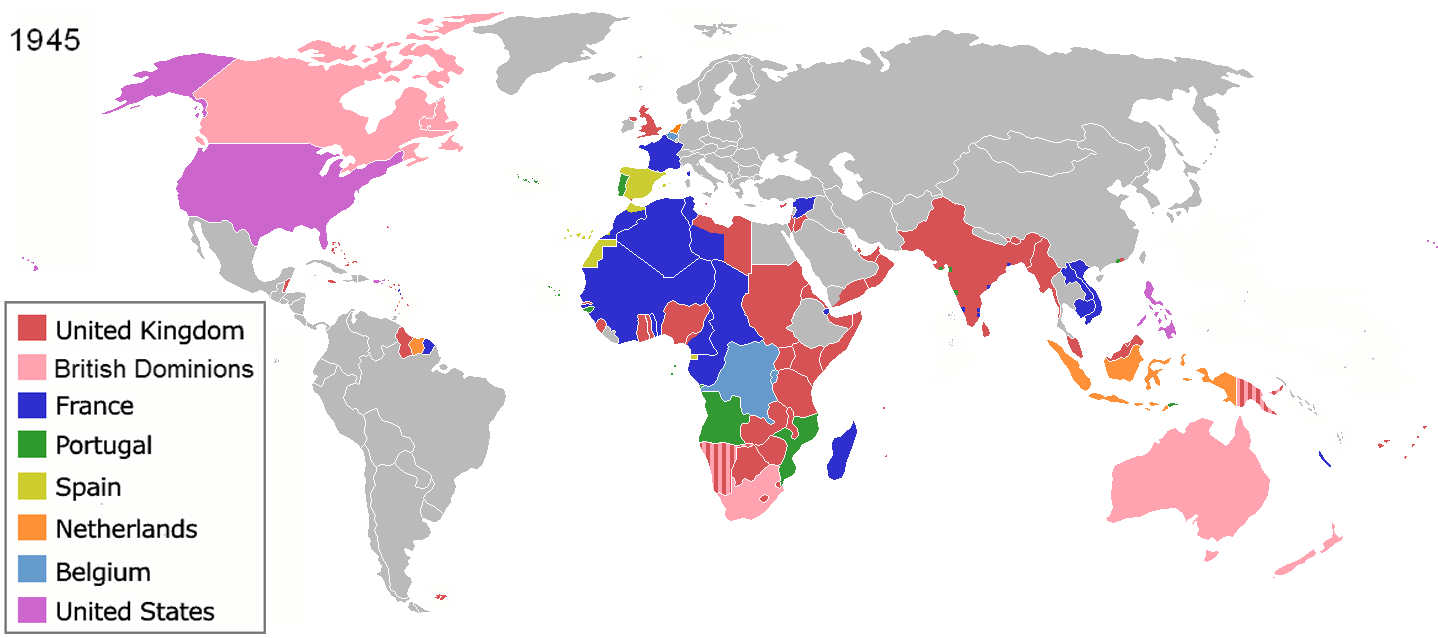
Neocolonialismo em 1945.

A industrialização do continente europeu marcou um intenso processo de expansão econômica. O crescimento dos parques industriais e o acúmulo de capitais fizeram com que as grandes potências econômicas da Europa buscassem a ampliação de seus mercados e procurassem maiores quantidades de matéria-prima disponíveis a baixo custo. Foi nesse contexto que, a partir do século XIX, essas nações buscaram explorar regiões na África e Ásia e da Oceania.
Gradativamente, os governos europeus intervieram politicamente nessas regiões com o interesse de atender a demanda de seus grandes conglomerados industriais. Distinto do colonialismo do século XVI, essa nova modalidade de exploração pretendia fazer das áreas dominadas grandes mercados de consumo de seus bens industrializados e, ao mesmo tempo, polos de fornecimento de matéria-prima. Além disso, o grande crescimento da população europeia fez, da dominação afro-asiática, uma alternativa frente ao excedente populacional da Europa, que, no século XIX, abrigava mais de 400 milhões de pessoas.
Apesar de contarem com grandes espaços de dominação, o controle das regiões alvo da prática neocolonial impulsionou um forte acirramento político entre as potências europeias. Os monopólios comerciais almejados pelas grandes potências industriais fizeram, do século XIX, um período marcado por fortes tensões políticas. Em consequência à intensa disputa dos países europeus, o século XX abriu suas portas para o primeiro conflito mundial da era contemporânea.
Somado aos interesses de ordem político-econômica, a prática imperialista também buscou suas bases de sustentação ideológica. A teoria do darwinismo social, de Herbert Spencer, pregava que a Europa representava o ápice do desenvolvimento das sociedades humanas. Em contrapartida, a África e a Ásia eram consideradas como sociedades primitivas, ainda em um estágio "infantil". Influenciado por esse mesmo conceito, o escritor britânico Rudyard Kipling defendia que o repasse dos "desenvolvidos" conceitos da cultura européia aos afro-asiáticos representava "o fardo do homem branco" no mundo.
Com relação à África, podemos destacar a realização da Conferência de Berlim (1884 – 1885), na qual várias potências europeias reuniram-se com o objetivo de dividir os territórios coloniais no continente africano, destacando-se o marcante processo de dominação britânica, que garantiu monopólio sobre o Canal de Suez (Norte da África). Fazendo ligação entre o Mediterrâneo e o mar Vermelho, foi de grande importância para as demandas econômicas do Império Britânico. No sul da África, os britânicos empreenderam a formação da União Sul-Africana, graças às conquistas militares obtidas na Guerra dos Bôeres (1899 – 1902).
Na Índia, a presença britânica também figurava como uma das maiores potências coloniais da região. Após a vitória na Guerra dos Sete Anos (1756 – 1763), a Inglaterra conseguiu formar um vasto império marcado por uma pesada imposição de sua estrutura político-administrativa. A opressão inglesa foi alvo de uma revolta nativa que se deflagrou na Guerra dos Sipaios, ocorrida entre 1857 e 1858. Para contornar a situação, a Coroa Britânica transformou a colônia indiana em parte do seu Império.
Resistindo historicamente ao processo de ocupação, desde o século XVI, o Japão conseguiu impedir por séculos a dominação de seus territórios. Somente na segunda metade do século XIX, as tropas militares estadunidenses conseguiram forçar a abertura econômica japonesa. Com a entrada dos valores e conceitos da cultura ocidental no Japão, ocorreu uma reforma político-econômica que industrializou a economia e as instituições do país. Tal fato ficou conhecido como a Revolução Meiji. Com tais reformas, o Japão saiu de sua condição econômica feudal para inserir-se nas disputas imperialistas. Em 1894, os japoneses declararam guerra à China e passaram a controlar a região da Manchúria. Interessados na exploração da mesma região, os russos disputaram a região chinesa na Guerra Russo-Japonesa, de 1904. Após confirmar a dominação sob a Manchúria, os japoneses também disputaram regiões do Pacífico com os Estados Unidos, o que acarretou em conflitos entre essas potências, entre as décadas de 1930 (destacando-se o incidente de Mukden) e 1940 (com o embargo imposto ao Japão pelo Export Control Act, de 1940, seguido do ataque a Pearl Harbor, em 1941).
Outros conflitos foram frutos do neocolonialismo, incluindo a Primeira e a Segunda Guerra Mundial, observando-se que a solução aplicada pelas nações industrializadas frente às disputas de hegemonia geopolítica para expansão dos seus mercados teve consequências desastrosas.
Além de promover a desestruturação das culturas africanas e asiáticas, muitas das guerras civis contemporâneas e grande parte dos problemas socioeconômicos que afligem países que integravam os antigos impérios coloniais têm íntima relação com a ação imperialista.

## A Difusão da Indústria
No início do século XIX, a industrialização que havia se iniciado na Inglaterra começou a expandir-se para outras regiões.
A Bélgica iniciou sua industrialização precocemente graças aos investimentos ingleses e à abundância de carvão e ferro na região.
Na França, a estrutura do Antigo Regime dificultava o desenvolvimento industrial. Com a revolução de 1789, a burguesia capitalista assumiu o poder, mas foi a partir de 1830, no governo de Luís Filipe I de França, que a revolução industrial francesa tomou corpo, desenvolvendo-se efetivamente com Napoleão III durante o Segundo Império. Entretanto, a ausência de carvão e a perda de ricas jazidas de ferro da Alsácia-Lorena para a Alemanha dificultaram o processo.
A Alemanha e a Itália encontraram condições favoráveis para o desenvolvimento de seu parque industrial somente a partir da unificação política, concretizada em 1870.
Fora da Europa, os Estados Unidos foi o único país da América que encontrou condições de industrializar-se, graças à descoberta de ouro na Califórnia, à Guerra de Secessão e ao investimento de capitais ingleses. No final do século XIX, a produção industrial norte-americana já superava a Inglaterra e a Alemanha. Além disso, o expansionismo dos Estados Unidos chegou ao Japão, cuja modernização provocada pela Revolução Meiji (Era das Luzes), em 1868, assimilou a tecnologia norte-americana, partindo daí para um programa sistemático de industrialização.

## Os Monopólios e as Invenções Tecnológicas
A industrialização inglesa, no século XVIII, provocou a formação de grandes empresas que passaram a monopolizar a produção, substituindo o capitalismo concorrencial. A partir de 1860, iniciou-se uma segunda etapa da Revolução Industrial. Nessa nova fase, o aço substituiu o ferro como material industrial básico, o vapor deu lugar à eletricidade, e o petróleo passou a ser utilizado como força motriz em lugar do carvão. Destacou-se, também, a introdução de uma maquinaria automática, o crescimento da produção, a extrema divisão do trabalho e uma verdadeira revolução nos meios de transporte e comunicação.
Nesse momento, o capitalismo industrial foi sobrepujado pelo capitalismo financeiro, originando a concentração de empresas e enormes complexos industriais. Com isso, surgiram grandes conglomerados econômicos, como os trustes, cartéis e holdings.
O crescimento desenfreado da indústria gerou um grande excedente de produção, que entrou em choque com o desemprego provocado pela larga utilização de máquinas no processo industrial. As grandes potências, visando manter o ritmo de desenvolvimento, necessitavam de mercados. Surgiu, assim, uma expansão imperialista que atingiu principalmente a África e a Ásia, que se tornaram palco de disputas e rivalidades na divisão do mercado mundial.

## A Corrida Colonialista
A razão básica da colonização era econômica. A Europa tinha vários países passando pela Revolução Industrial, que necessitavam de matérias-primas essenciais para a industrialização, tais como carvão, ferro e petróleo; produtos alimentícios, normalmente carentes na Europa; mercados consumidores para os excedentes industriais; e locais para o investimento de capitais disponíveis na Europa, principalmente na construção de estradas de ferro e exploração de minas. Em termos sociais, a colonização era uma válvula de escape para a pressão demográfica. No plano político, o motivo essencial era a preocupação dos Estados europeus em aumentar seus contingentes militares.